# Futura Volley Busto Arsizio 2011-2012
Questa voce raccoglie le informazioni riguardanti la Futura Volley Busto Arsizio nelle competizioni ufficiali della stagione 2011-2012.

## Stagione
La stagione 2011-12, la quinta, la quarta consecutiva, in Serie A1, sempre sponsorizzata dalla Yamamay, si apre con diversi colpi di mercato che modificano alcuni settori della squadra: cambiano le due palleggiatrici, così come la coppia di liberi, con l'arrivo dalla Tiboni Urbino di Giulia Leonardi, la quale aveva ottenuto nell'estate appena trascorsa le prime convocazioni in nazionale; resta immutata la linea di attacco. Il campionato è praticamente un monologo di vittorie: in regular season, il club bustocco, vince diciannove partite su venti, di cui diciannove consecutive; unica sconfitta, ad Urbino, per 3-2. Chiuso quindi la prima parte di stagione al primo posto, nei play-off per lo scudetto, la Futura Volley incontra prima l'Asystel Novara, nei quarti di finale, battuta in entrambe le due gare e poi, in semifinale, il River Volley Piacenza, che riesce a vincere gara 2, per poi essere surclassata in gara 3: la formazione di Busto Arsizio raggiunge per la prima volta nella sua storia la serie della finale scudetto, dove incontra il Gruppo Sportivo Oratorio Pallavolo Femminile Villa Cortese; dopo aver vinto gara 1, perde in casa gara 2: una sconfitta e una vittoria in casa delle cortesine, porta le due squadre a giocarsi lo scudetto a gara 5, a Busto Arsizio. La gara risulta essere molto equilibrata, arrivando al tie-break: il GSO Villa Cortese, ha in un contrattaccato, la palla per chiudere il match, ma le bustocche fanno loro il punto per poi conquistare anche gli altri due successivi, ottenendo la vittoria del primo scudetto della loro storia.
Il primo posto al termine del girone di andata del campionato 2011-12 consente alla Futura Volley di qualificarsi per la fase finale della Coppa Italia: grazie alla vittoria nelle gare di andata e ritorno sull'Asystel Volley, la società si qualifica per le Final Four di Modena; la semifinale è proprio contro le padrone di casa: la gara è combattuta e la vittoria per le farfalle arriva solo al quinto set; di tutt'altro stampo invece è la finale contro il River Piacenza, battuta in tre set: per la formazione di Busto Arsizio è la prima affermazione nella coppa nazionale, che vale anche la qualificazione alla Champions League 2012-13.
Grazie al quinto posto in campionato, ottenuto nella stagione 2010-11, la Futura Volley Busto Arsizio si qualifica per una competizione europea, ossia la Coppa CEV 2011-12, secondo trofeo continentale per club per importanza: il torneo prevede esclusivamente gare ad eliminazione diretta con partite di andata  e di ritorno.  Nei primi due turni, le lombarde superano l'ES Le Cannet e l'İqtisadçı Baku; nei quarti di finale, rischiano l'eliminazione per opera delle polacche del Bialski Klub Sportowy di Bielsko-Biała, perdendo la gara di andata, ma vincendo poi quella di ritorno, oltre alla vittoria del Golden Set che consente la qualificazione al turno successivo. Dopo aver superato lo Schweriner SC nel Challenge Round, la semifinale è un derby italiano tra la formazione di Busto Arsizio e quella di Urbino: il verdetto sarà a favore delle farfalle, con vittoria in entrambe le partite. La finale è contro le turche del Galatasaray SK, squadra con al palleggio l'italiana Eleonora Lo Bianco e la schiacciatrice cubana Rosir Calderón: le bustocche perdono la gara di andata, ma vincendo la partita di ritorno, hanno la disponibilità di disputare il Golden Set, che premia la squadra italiana, la quale si aggiudica la competizione per la seconda volta, dopo la vittoria nell'edizione 2009-10.

## Organigramma societario
Area direttiva
- Presidente: Michele Forte
- Presidente onorario: Raffaele Forte
- Direttore generale: Massimo Aldera

Area tecnica
- Allenatore: Carlo Parisi
- Allenatore in seconda: Mariela Codaro
- Addetto statistiche: Marco Musso
- Mental Coach: Omar Beltran

Area sanitaria
- Medico: Nadia Brogioli
- Preparatore atletico: Ezio Bramard
- Fisioterapista: Michele Forte
- Massaggiatore: Marco Forte

## Rosa
| N° | Nome              | Ruolo | Data di nascita  | Nazionalità sportiva |
| -- | ----------------- | ----- | ---------------- | -------------------- |
| 3  | Carli Lloyd       | P     | 6 agosto 1989    | Stati Uniti          |
| 4  | Aneta Havlíčková  | S/O   | 3 luglio 1987    | Rep. Ceca            |
| 5  | Chiara Dall'Ora   | C     | 11 gennaio 1983  | Italia               |
| 6  | Giulia Leonardi   | L     | 1º dicembre 1987 | Italia               |
| 7  | Francesca Marcon  | S     | 9 luglio 1983    | Italia               |
| 8  | Christina Bauer   | C     | 1º gennaio 1988  | Francia              |
| 9  | Floortje Meijners | S     | 16 giugno 1987   | Paesi Bassi          |
| 10 | Silvia Lotti      | S     | 17 giugno 1992   | Italia               |
| 14 | Valeria Caracuta  | P     | 14 dicembre 1987 | Italia               |
| 16 | Helena Havelková  | S     | 25 luglio 1988   | Rep. Ceca            |
| 17 | Giulia Pisani     | C     | 4 giugno 1992    | Italia               |
| 18 | Veronica Bisconti | L     | 27 gennaio 1991  | Italia               |

## Mercato
| Acquisti | Acquisti          | Acquisti            | Acquisti   |
| R.       | Nome              | da                  | Modalità   |
| -------- | ----------------- | ------------------- | ---------- |
| L        | Veronica Bisconti | Pro Patria Milano   | definitivo |
| P        | Valeria Caracuta  | Castellana Grotte   | definitivo |
| C        | Chiara Dall'Ora   | River               | definitivo |
| L        | Giulia Leonardi   | Robur Tiboni Urbino | definitivo |
| P        | Carli Lloyd       | UC Berkeley         | definitivo |
| S        | Silvia Lotti      | Santa Croce         | definitivo |
| C        | Giulia Pisani     | Club Italia         | definitivo |

| Cessioni | Cessioni           | Cessioni            | Cessioni      |
| R.       | Nome               | a                   | Modalità      |
| -------- | ------------------ | ------------------- | ------------- |
| C        | Barbara Campanari  | Parma               | definitivo    |
| L        | Luna Carocci       | Villa Cortese       | definitivo    |
| C        | Lucia Crisanti     | Robur Tiboni Urbino | definitivo    |
| P        | Mi-Na Kim          | Busnago             | definitivo    |
| P        | Valentina Serena   | Bergamo             | fine prestito |
| S        | Federica Valeriano | Universal Modena    | definitivo    |

## Risultati

### Serie A1

#### Girone di andata
| 2ª giornata - 16 ottobre 2011 PalaYamamay, Busto Arsizio   | Busto Arsizio     | 3 - 0 | Parma               | 25-21, 25-21, 25-21        |
| 3ª giornata - 22 ottobre 2011 PalaCampanara, Pesaro        | Robursport Pesaro | 0 - 3 | Busto Arsizio       | 16-25, 17-25, 21-25        |
| 4ª giornata - 30 ottobre 2011 PalaYamamay, Busto Arsizio   | Busto Arsizio     | 3 - 1 | Chieri              | 18-25, 25-15, 25-22, 25-15 |
| 5ª giornata - 22 novembre 2011 PalaPanini, Modena          | Modena            | 0 - 3 | Busto Arsizio       | 13-25, 21-25, 18-25        |
| 6ª giornata - 27 novembre 2011 PalaYamamay, Busto Arsizio  | Busto Arsizio     | 3 - 0 | Pavia               | 25-20, 25-12, 25-19        |
| 7ª giornata - 4 dicembre 2011 PalaFranzanti, Piacenza      | River             | 0 - 3 | Busto Arsizio       | 19-25, 22-25, 15-25        |
| 8ª giornata - 11 novembre 2011 Sporting Palace, Novara     | Asystel           | 0 - 3 | Busto Arsizio       | 21-25, 23-25, 25-27        |
| 9ª giornata - 17 dicembre 2011 PalaYamamay, Busto Arsizio  | Busto Arsizio     | 3 - 1 | Robur Tiboni Urbino | 28-30, 25-16, 25-20, 25-17 |
| 10ª giornata - 26 dicembre 2011 PalaYamamay, Busto Arsizio | Busto Arsizio     | 3 - 1 | Bergamo             | 25-20, 22-25, 25-22, 25-20 |
| 11ª giornata - 29 dicembre 2011 PalaBorsani, Castellanza   | Villa Cortese     | 1 - 3 | Busto Arsizio       | 21-25, 19-25, 25-22, 22-25 |

#### Girone di ritorno
| 13ª giornata - 8 gennaio 2012 PalaRaschi, Parma            | Parma               | 1 - 3 | Busto Arsizio     | 21-25, 17-25, 25-21, 21-25        |
| 14ª giornata - 15 gennaio 2012 PalaYamamay, Busto Arsizio  | Busto Arsizio       | 3 - 2 | Robursport Pesaro | 25-14, 25-23, 19-25, 22-25, 15-9  |
| 15ª giornata - 22 gennaio 2012 PalaRuffini, Torino         | Chieri              | 1 - 3 | Busto Arsizio     | 25-20, 16-25, 21-25, 23-25        |
| 16ª giornata - 4 febbraio 2012 PalaYamamay, Busto Arsizio  | Busto Arsizio       | 3 - 1 | Modena            | 25-12, 22-25, 25-22, 25-17        |
| 17ª giornata - 11 febbraio 2012 PalaRavizza, Pavia         | Pavia               | 0 - 3 | Busto Arsizio     | 11-25, 17-25, 19-25               |
| 18ª giornata - 19 febbraio 2012 PalaYamamay, Busto Arsizio | Busto Arsizio       | 3 - 0 | River             | 25-21, 25-19, 25-20               |
| 19ª giornata - 22 febbraio 2012 PalaYamamay, Busto Arsizio | Busto Arsizio       | 3 - 0 | Asystel           | 25-23, 25-13, 25-21               |
| 20ª giornata - 4 marzo 2012 PalaMondolce, Urbino           | Robur Tiboni Urbino | 3 - 2 | Busto Arsizio     | 25-21, 25-21, 11-25, 16-25, 17-15 |
| 21ª giornata - 7 marzo 2012 PalaNorda, Bergamo             | Bergamo             | 0 - 3 | Busto Arsizio     | 22-25, 23-25, 24-26               |
| 22ª giornata - 10 marzo 2012 PalaYamamay, Busto Arsizio    | Busto Arsizio       | 3 - 0 | Villa Cortese     | 18-25, 25-19, 25-15, 25-21        |

#### Play-off scudetto
| Quarti di finale (gara 1) - 15 marzo 2012 PalaYamamay, Busto Arsizio   | Busto Arsizio | 3 - 1 | Asystel       | 29-31, 25-18, 25-17, 25-19        |
| Quarti di finale (gara 2) - 19 marzo 2012 Sporting Palace, Novara      | Asystel       | 0 - 3 | Busto Arsizio | 21-25, 21-25, 18-25               |
| Semifinali (gara 1) - 24 marzo 2012 PalaYamamay, Busto Arsizio         | Busto Arsizio | 3 - 1 | River         | 25-23, 19-25, 25-22, 25-16        |
| Semifinali (gara 2) - 2 aprile 2012 PalaFranzanti, Piacenza            | River         | 3 - 2 | Busto Arsizio | 22-25, 25-19, 14-25, 25-20, 18-16 |
| Semifinali (gara 3) - 4 aprile 2012 PalaYamamay, Busto Arsizio         | Busto Arsizio | 3 - 0 | River         | 25-17, 25-20, 25-22               |
| Finale (gara 1) - 7 aprile 2012 PalaYamamay, Busto Arsizio             | Busto Arsizio | 3 - 1 | Villa Cortese | 15-25, 25-17, 25-23, 25-23        |
| Finale (gara 2) - 9 aprile 2012 PalaYamamay, Busto Arsizio             | Busto Arsizio | 2 - 3 | Villa Cortese | 27-25, 23-25, 17-25, 25-20, 7-15  |
| Finale (gara 3) - 11 aprile 2012 Palazzetto dello Sport (Monza), Monza | Villa Cortese | 0 - 3 | Busto Arsizio | 17-25, 16-25, 17-25               |
| Finale (gara 4) - 13 aprile 2012 Palazzetto dello Sport (Monza), Monza | Villa Cortese | 3 - 0 | Busto Arsizio | 25-22, 25-23, 25-18               |
| Finale (gara 5) - 15 aprile 2012 PalaYamamay, Busto Arsizio            | Busto Arsizio | 3 - 2 | Villa Cortese | 25-14, 28-30, 25-15, 23-25, 16-14 |

### Coppa Italia

#### Fase a eliminazione diretta
| Quarti di finale - 24 gennaio 2012 PalaYamamay, Busto Arsizio | Busto Arsizio | 3 - 0 | Asystel          | 25-23, 25-22, 25-22               |
| Semifinali - 28 gennaio 2012 PalaPanini, Modena               | Busto Arsizio | 3 - 2 | Universal Modena | 22-25, 25-19, 25-17, 16-25, 15-12 |
| Finale - 29 gennaio 2012 PalaPanini, Modena                   | Busto Arsizio | 3 - 0 | River            | 25-13, 25-18, 25-17               |

### Coppa CEV

#### Fase a eliminazione diretta
| Sedicesimi di finale (andata) - 1º dicembre 2011 PalaYamamay, Busto Arsizio     | Busto Arsizio       | 3 - 0 | Le Cannet           | 25-19, 25-16, 25-19                          |
| Sedicesimi di finale (ritorno) - 6 dicembre 2011 Gymnase Maillan, Le Cannet     | Le Cannet           | 0 - 3 | Busto Arsizio       | 16-25, 11-25, 15-25                          |
| Ottavi di finale (andata) - 11 gennaio 2012 PalaYamamay, Busto Arsizio          | Busto Arsizio       | 3 - 0 | İqtisadçı           | 26-24, 25-17, 27-25                          |
| Ottavi di finale (ritorno) - 19 gennaio 2012 Sports Games Palace, Baku          | İqtisadçı           | 2 - 3 | Busto Arsizio       | 21-25, 25-20, 19-25, 25-18, 13-15            |
| Quarti di finale (andata) - 31 gennaio 2012 ul. Rychlińskiego, Bielsko-Biała    | BKS                 | 3 - 2 | Busto Arsizio       | 26-24, 25-20, 19-25, 15-25, 15-7             |
| Quarti di finale (ritorno) - 9 febbraio 2012 PalaYamamay, Busto Arsizio         | Busto Arsizio       | 3 - 1 | BKS                 | 23-25, 25-17, 25-14, 25-19 Golden set: 15-13 |
| Challenge Round (andata) - 23 febbraio 2012 PalaYamamay, Busto Arsizio          | Busto Arsizio       | 3 - 2 | Schweriner          | 23-25, 25-16, 25-11, 22-25, 15-7             |
| Challenge Round (ritorno) - 28 febbraio 2012 Halle am Lambrechtsgrund, Schwerin | Schweriner          | 1 - 3 | Busto Arsizio       | 20-25, 22-25, 25-23, 20-25                   |
| Semifinali (andata) - 13 marzo 2012 PalaYamamay, Busto Arsizio                  | Busto Arsizio       | 3 - 1 | Robur Tiboni Urbino | 20-25, 25-21, 25-21, 25-14                   |
| Seminfinali (ritorno) - 17 marzo 2012 PalaMondolce, Urbino                      | Robur Tiboni Urbino | 0 - 3 | Busto Arsizio       | 19-25, 26-28, 20-25                          |
| Finale (andata) - 27 marzo 2012 Burhan Felek Spor Salonu, Istanbul              | Galatasaray         | 3 - 1 | Busto Arsizio       | 25-16, 22-25, 25-23, 25-22                   |
| Finale (ritorno) - 31 marzo 2012 PalaYamamay, Busto Arsizio                     | Busto Arsizio       | 3 - 1 | Galatasaray         | 25-19, 25-13, 23-25, 25-23 Golden set: 15-9  |

## Statistiche

### Statistiche di squadra
| Competizione | Punti | In casa | In casa | In casa | In trasferta | In trasferta | In trasferta | Totale | Totale | Totale |
| Competizione | Punti | G       | V       | P       | G            | V            | P            | G      | V      | P      |
| ------------ | ----- | ------- | ------- | ------- | ------------ | ------------ | ------------ | ------ | ------ | ------ |
| Serie A1     | 57    | 16      | 15      | 1       | 14           | 11           | 3            | 30     | 26     | 4      |
| Coppa Italia | -     | 1       | 1       | 0       | -            | -            | -            | 3      | 0      | 3      |
| Coppa CEV    | -     | 6       | 6       | 0       | 6            | 4            | 2            | 12     | 10     | 2      |
| Totale       | -     | 23      | 22      | 1       | 20           | 15           | 5            | 45     | 36     | 9      |

G = partite giocate; V = partite vinte; P = partite perse

### Statistiche dei giocatori
| C. Bauer      | 30 | 395 | 310 | 76 | 10 | 3 | 42 | 32 | 9  | 1 | Statistiche assenti | 33 | 437 | 341 | 85 | 11 |
| V. Bisconti   | 20 | 5   | 2   | 2  | 1  | 3 | 1  | 0  | 0  | 1 | Statistiche assenti | 23 | 6   | 2   | 2  | 2  |
| V. Caracuta   | 23 | 11  | 4   | 4  | 3  | 1 | 0  | 0  | 0  | 0 | Statistiche assenti | 24 | 12  | 5   | 4  | 3  |
| C. Dall'Ora   | 28 | 132 | 69  | 58 | 5  | 3 | 19 | 9  | 10 | 0 | Statistiche assenti | 31 | 151 | 78  | 68 | 5  |
| H. Havelková  | 24 | 363 | 301 | 36 | 26 | 3 | 50 | 42 | 6  | 2 | Statistiche assenti | 27 | 413 | 343 | 42 | 28 |
| A. Havlíčková | 30 | 527 | 472 | 36 | 19 | 3 | 47 | 40 | 5  | 2 | Statistiche assenti | 33 | 574 | 512 | 41 | 21 |
| G. Leonardi   | 30 | -   | -   | -  | -  | 3 | -  | -  | -  | - | Statistiche assenti | 33 | -   | -   | -  | -  |
| C. Lloyd      | 27 | 122 | 55  | 59 | 8  | 3 | 19 | 8  | 8  | 3 | Statistiche assenti | 30 | 141 | 63  | 67 | 11 |
| S. Lotti      | 24 | 11  | 8   | 0  | 3  | 2 | 0  | 0  | 0  | 0 | Statistiche assenti | 26 | 11  | 8   | 0  | 3  |
| F. Marcon     | 30 | 240 | 210 | 22 | 9  | 3 | 17 | 14 | 2  | 1 | Statistiche assenti | 33 | 257 | 223 | 24 | 10 |
| F. Meijners   | 18 | 132 | 117 | 9  | 6  | 2 | 4  | 3  | 1  | 0 | Statistiche assenti | 20 | 136 | 120 | 10 | 6  |
| G. Pisani     | 23 | 71  | 41  | 27 | 3  | 2 | 1  | 1  | 0  | 0 | Statistiche assenti | 25 | 73  | 42  | 28 | 3  |

P = presenze; PT = punti totali; AV = attacchi vincenti; MV = muri vincenti; BV = battute vincenti